# Dialysolyckan i Linköping
Dialysolyckan i Linköping var en felbehandling som ledde till att tre personer avled på dåvarande Regionsjukhuset i Linköping 1983. Olyckan ledde till ett rättsfall som gett upphov till en debatt om rättsfrågor i vården.

## Händelseförloppet
Den 28 november 1983 inträffade en olycka på dialysavdelningen vid Regionsjukhuset i Linköping (idag Universitetssjukhuset i Linköping). 15 patienter genomgick hemodialys när dialyskoncentratet tog slut, vilket inte uppmärksammades. Detta innebar att patienternas blod leddes genom vatten istället för en isoosmolär lösning. Röda blodkroppar expanderar under sådana betingelser, och ett flertal av patienterna drabbades av hemolys. Tre personers liv gick inte att rädda. Tolv andra som var anslutna till samma apparat svävade i livsfara.

### Rättsprocessen
Ett flertal brister uppmärksammades, som att inga rutiner för påfyllning fanns, och att samtliga patienter var inkopplade på samma system. Göta hovrätt valde att döma en sjuksköterska till villkorlig dom för vållande till annans död 31 oktober 1985. Orsaken var att hon hade slagit av larmet för låg nivå av dialyskoncentrat. Domen blev dock kontroversiell eftersom det samtidigt förekom allvarliga systemfel. Socialstyrelsen fann i en utredning att apparaturen var illa konstruerad och att rutinerna var undermåliga, och ansåg att felen djupast sett bottnade i huvudmannens outvecklade system för ansvarsfördelning.
Domen har kritiserats av bland annat Lena Svenaeus som hävdade att ansvar istället borde krävts ut bland de läkare och tekniker som hade ansvaret för den medicinska tekniken på dialysavdelningen. Problematiken har ånyo beskrivits av Svenaeus i ett kapitel i boken "Patientsäkerhet: teori och praktik" som gavs ut 2013.

## Övriga olyckor
Olyckan i Linköping sticker ut eftersom dialystekniken de senaste decennierna omgärdas av hög säkerhet och få olyckor skett. Ett undantag är försommaren 1993 då en 83-årig kvinna omkom i sviterna av att luft kommit in i systemet. Patienten behandlades med en albumininfusion och när vätskan tog slut larmade systemet. Istället för att åtgärda felet kopplade sjuksköterskan förbi larmsystemet två gånger, då hon tolkade att larmet berodde på ”turbulens” i venkammaren. Rättsprocessen tog närmare fyra år. Hälso- och sjukvårdens ansvarsnämnd (HSAN) gav varningar till två inblandade sjuksköterskor, samtidigt som chefsöverläkaren fick en erinran.